# Helen Lindes
Helen Lindes Griffiths (Girona, 17 d'agost de 1981) és una model guanyadora del certamen de Miss Espanya de l'any 2000.

## Biografia
Helen Lindes va néixer a la ciutat de Girona. Va passar part de la seva infància al poble gironí de Torroella de Montgrí. Després es va traslladar a Lanzarote amb la seva família abans de complir els 5 anys. És filla de mare britànica i pare andalús.

## Trajectòria professional
Va ser triada guanyadora del certamen Miss Espanya l'any 2000, en el qual a més va rebre cinc títols: Miss Internet, Miss Glamour, Miss telegènia, Miss Pepe jeans i Miss Fotogenia. En el moment de la seva participació en Miss Espanya tenia una alçada d'1,74 metres i les seves proporcions físiques eren 88-60-91 centímetres. Durant la seva participació en el certamen Miss Univers 2000, va obtenir el títol de Segona dama d'honor, amb una puntuació a escasses dècimes de ser coronada Miss Univers. Es va endur el títol de Miss Fotogenia universal.
Per participar en Miss Espanya va haver de presentar abans als certàmens provincials de Miss Las Palmas 1999, títol que va guanyar.
Anteriorment al certamen de Miss Espanya, va ser cridada per concursar al certamen de Elite Model Look de 1999, el qual no va aconseguir guanyar. També se li va atorgar el títol de Model Esportiu de l'Any 1999, per un reportatge per a la notable revista esportiva Inside Sport, realitzat quan estiuejava a Austràlia.
Va participar en la sèrie Al salir de clase, interpretant el paper de Nines.
Al febrer de 2010 va començar a treballar de concursant al programa ¡Más que baile! A la cadena de televisió Telecinco, on ha va guanyar la gala del 31 de març. A la gala del 28 d'abril, un cop feta pública la classificació, la model s'arriscava a no continuar el concurs. L'audiència va seguir votant mentre el concursants feien el seu darrer ball. Finalment es va disputar la plaça que quedava lliure amb els cantants Edurne i El Sevilla i amb  Carmen Lomana i va ser eliminada.
Va arribar a participar en l'anunci publicitari de la marca Nespresso de 2010. En una breu aparició, Lindes lliura una màquina cafetera al seu protagonista principal, George Clooney.
Des de 2011 manté una relació sentimental amb el jugador de bàsquet Rudy Fernández amb qui es va casar el 2015 i té tres fills.